# 圣米格尔-达博阿维斯塔
圣米格尔-达博阿维斯塔是巴西圣卡塔琳娜州的一个市镇。总面积71.922平方公里，总人口1972人，人口密度27.4人/平方公里。